# Uromunna acarina
Uromunna acarina là một loài chân đều trong họ Munnidae. Loài này được Miller miêu tả khoa học năm 1941.